# كارلوس هنريكي ألفيس بيريرا
كارلوس هنريكي ألفيس بيريرا (27 فبراير 1995 في البرازيل - ) هو لاعب كرة قدم برازيلي في مركز الهجوم. لعب مع نادي فيغورينسي ونادي فيرانوبوليس.

## وصلات خارجية
- كارلوس هنريكي ألفيس بيريرا على موقع قاعدة بيانات كرة القدم.إي يو (الإنجليزية)
- كارلوس هنريكي ألفيس بيريرا على موقع Soccerway.com (الإنجليزية)